# 奧斯曼·尤瑟夫·肯納迪

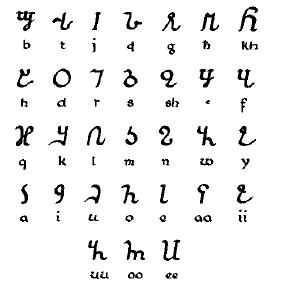
奧斯曼亞字母

奧斯曼·尤瑟夫·肯納迪（阿拉伯语：‎，1889年—1972年）是一位索馬里的詩人、統治者。
在1920代早期，肯納迪於索馬里國家改革運動的情勢下開始制定索馬里語書寫字體。他是邦特兰穆杜格州賀伯尤（Hobyo）瑪杰亭族的蘇丹、也是尤瑟夫·阿里·肯納迪的兄弟。奧斯曼·尤瑟夫·肯納迪創制成了一種較復雜的語音字母叫做奧斯曼亞字母，用來表示索馬里語的語音系統。

## 關聯項目
- 博拉馬字母
- 瓦達得書寫法（Wadaad's writing）
- 卡達爾字母（Kaddare script）
- 索馬里字母（Somali alphabet）
- 謝爾·賈瑪·阿木德（Shire Jama Ahmed）

## 外部連結
- Osmanya, Borama, Wadaad's writing and the Somali language（页面存档备份，存于） （英文）
- Afkeenna iyo fartiisa（页面存档备份，存于） - a book in Osmanya （英文）
- The Gadabuursi Somali Script[永久] - qasidas in Gadabuursi/Borama （英文）
- Unicode assignments for Osmanya characters （页面存档备份，存于） （英文）
- Osmanya Unicode Fonts （页面存档备份，存于） （英文）